# University of Kansas

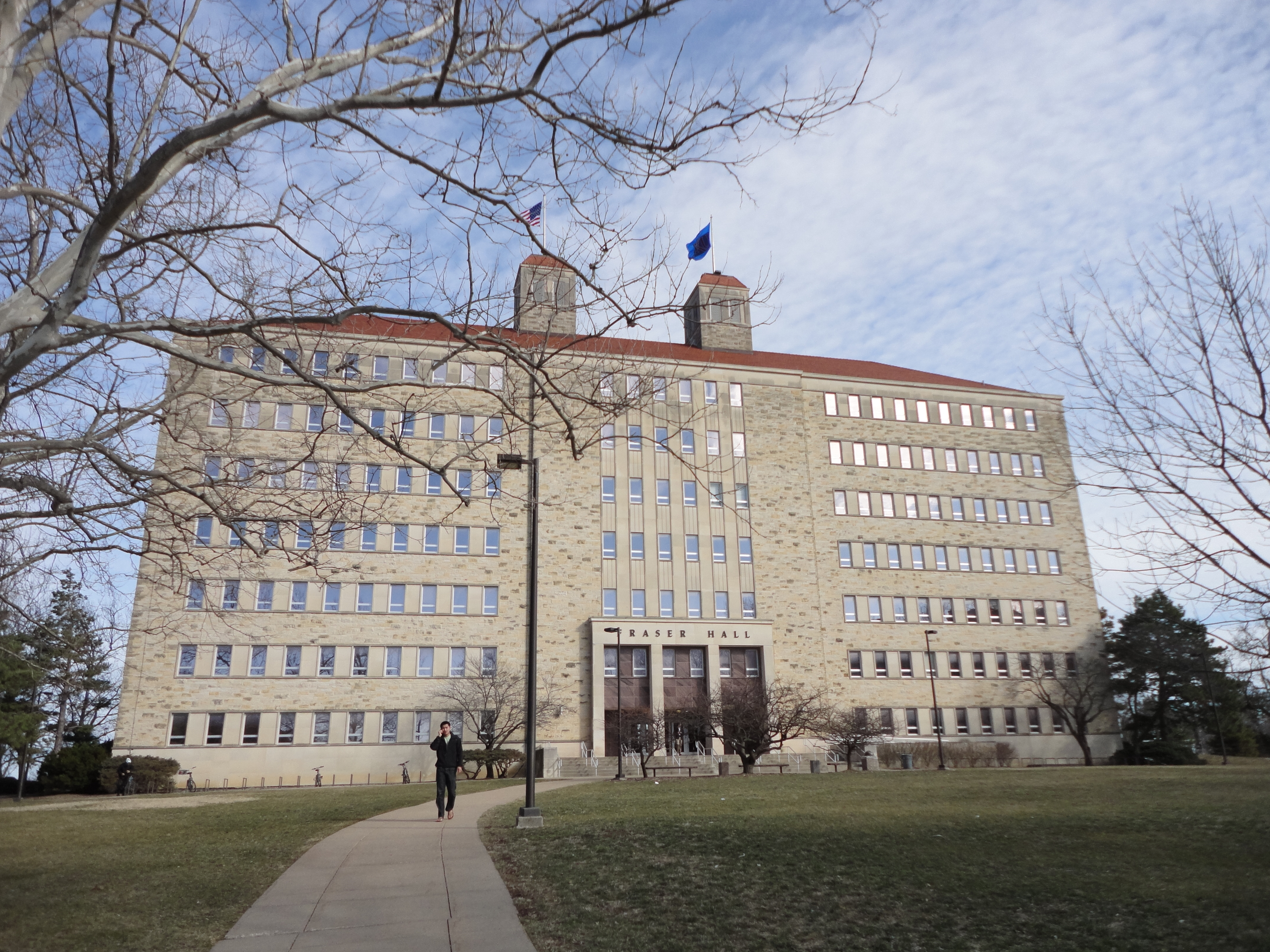
Fraser Hall på universitetet.

The University of Kansas (KU), grundat 1865, är ett delstatligt ägt universitet med säte i Lawrence, Kansas, USA. KU har utöver huvudorten Lawrence campusområden i bland annat Kansas City, Wichita, Overland Park, Salina och Topeka.
Universitet tävlar med 17 universitetslag i olika idrotter via deras idrottsförening Kansas Jayhawks.